# 線密度
線密度（linear density）又稱纖度（fineness），是指一物體單位長度下的質量，可用來描述線或是其他一維物體的密度。一般會用{\displaystyle \mu }（或λ）來表示。國際單位制下線密度的單位為公斤每公尺，國際符號為kg/m。

## 定义公式
一個一維物體的線密度定義如下：
{\displaystyle \mu ={\frac {\partial m}{\partial x}}}
其中
m為質量
x為沿著一維物體的座標
對於一般長度L，質量m的均質物體，其線密度可簡化為初等数学形式：
{\displaystyle \mu ={\frac {m}{L}}}

## 定义公式的变形使用
根据线密度的定义式，经变形，可得
{\displaystyle m=\int _{0}^{L}\mu (x)\,\mathrm {d} x}。
在已知线密度μ及長度L的情况下，可以利用上式求出该物体的质量。并且该式适用于自然界中的任何物体，且不受物质状态的影响。该式已经在凝聚态物理学、固体物理学、流体力学、连续介质力学等众多物理学分支当中得到了广泛的应用。

## 單位
常用單位包括：
- 公斤每公尺（kg/m）
- 盎司每英尺（oz/ft）
- 盎司每英寸（oz/in）
- 磅每碼（lb/yd）：北美的鐵路工業以此作為鐵軌的線密度單位。
- 磅每英尺（lb/ft）
- 磅每英寸（lb/in）
- 丹尼（Denier）：是纖維的的線密度單位，定義為長度9,000公尺下的質量（以克為單位）。
- 特克斯（Tex）：是國際單位制下專用於纖維的線密度單位，定義為長度10,000公尺下的質量（以克為單位）。